# CS Minaur Baia Mare
El CS Minaur Baia Mare és un club de futbol romanès de la ciutat de Baia Mare. La secció d'handbol s'anomena HC Minaur Baia Mare.

## Història

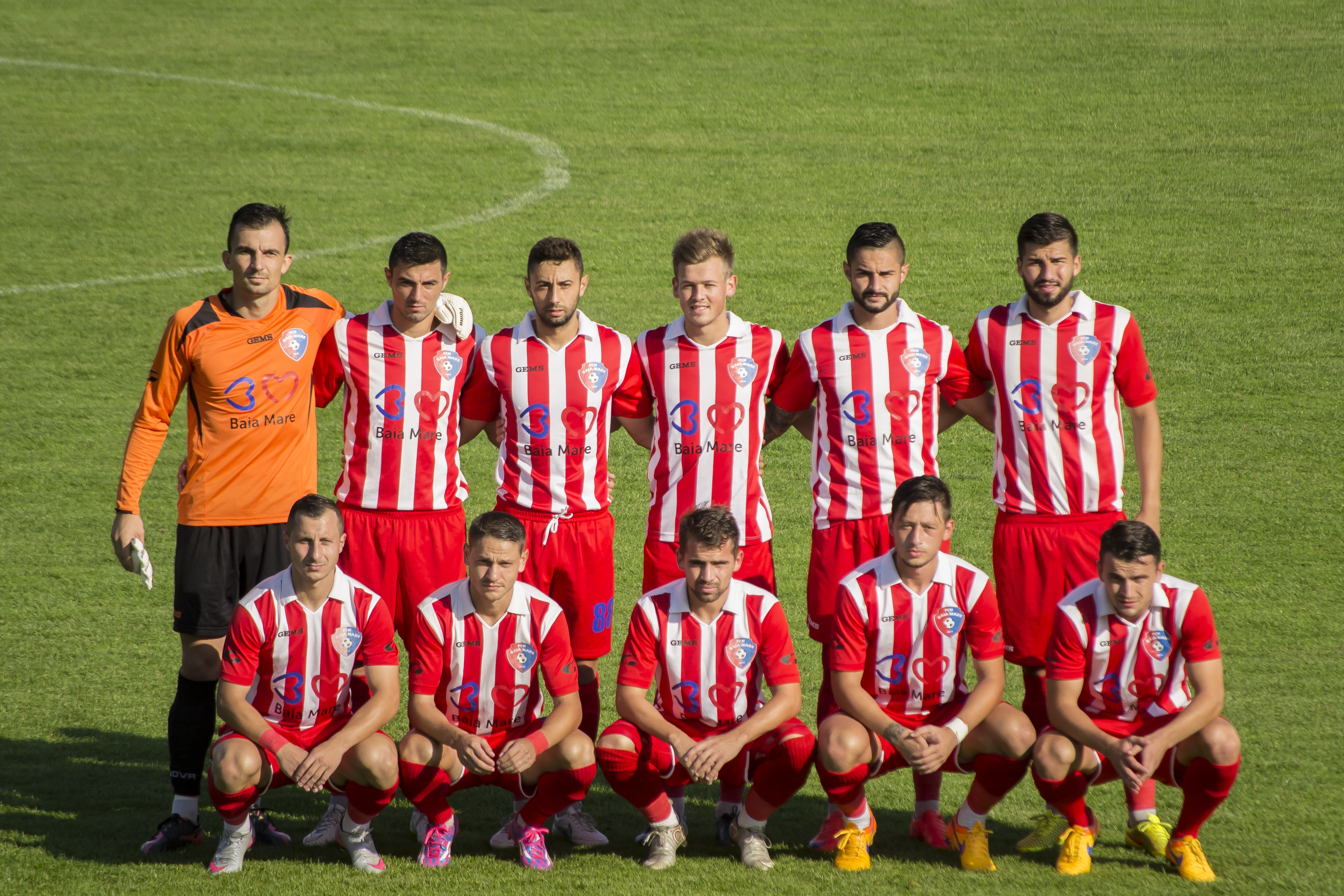
FCM Baia Mare 2015-16

El club va ser fundat el 1948, per la fusió de Phoenix Baia Mare (fundat el 1932) i Minaur Baia Mare (fundat el 1927). Evolució del nom:
- 1948-1950: CSM Baia Mare
- 1950-1956: Metalul Baia Mare
- 1956-1957: Energia Trustul Miner Baia Mare
- 1957-1958: Minerul Baia Mare
- 1958-1962: CSM Baia Mare
- 1962-1975: Minerul Baia Mare
- 1975-1985: FC Baia Mare
- 1985-1998: FC Maramureş Baia Mare
- 1998-2010: FC Baia Mare
- 2012-2016: FCM Baia Mare (refundació)
- 2017-present: Minaur Baia Mare (refundació[2][3])

## Palmarès
- Segona divisió romanesa de futbol: 
  - 1963-64, 1977-78, 1982-83, 1993-94

- Tercera divisió romanesa de futbol: 
  - 1956, 1999-00, 2005-06, 2008-09, 2014-15

- Quarta divisió romanesa de futbol: 
  - 2012-13